# François de Cuvilliés de Oudere
François de Cuvilliés (Zinnik (Henegouwen), 23 oktober 1695 – München, 14 april 1768) was een Zuid-Nederlandse architect, beeldhouwer en sierstucwerker. Hij week in 1715 -als twintigjarige jongeman- uit naar Beieren, waar hij mettertijd erkenning genoot als meester van de rococo.
Zijn zeer sierlijke stijl, overvloedig verfraaid met plantenmotieven, geraakte over gans Europa verspreid ingevolge de publicatie van een reeks gravures in 1738.
François de Cuvilliés de Oudere was de vader van architect François de Cuvilliés de Jonge (°1731, †1777)

## Biografie
Jean François Vincent Joseph de Cuvilliés zag het levenslicht op 23 oktober 1695, in het Henegouwse stadje Zinnik (België). Hij was de tweede jongste van een familie met zes kinderen. Zinnik maakte toen deel uit van de Spaanse Nederlanden en keurvorst Maximiliaan II Emanuel van Beieren was in die tijd landvoogd van de Zuidelijke Nederlanden.
Nog voor zijn elfde verjaardag, in 1706, vond Cuvilliés in Bergen een toevluchtsoord aan het hof van de hoogste machthebber : Maximiliaan-Emanuel.
Maximiliaan-Emanuel had Beieren twee jaar voordien (in 1704) verlaten, na de nederlaag van Hochstatt (Frankrijk) tijdens de Spaanse Successieoorlog. Gedurende zijn ballingschap onderhield hij een kleine hofhouding, vooreerst in Brussel en nadien in Bergen, waar men de tijd verdreef met theater, muziek en jacht. 
Cuvilliés was klein en ziekelijk, en werd door Maximiliaan-Emanuel in dienst genomen als hofnar. Naderhand volgde hij het hof naar Parijs, Namen, Compiègne, Saint-Cloud en ten slotte – enige tijd na het Verdrag van Rastatt – in april 1715 naar München.
Cuvilliés, wiens tekentalent door Maximiliaan-Emanuel was opgemerkt, werd te München aangesteld als tekenaar van de hofgebouwen. Net zoals Lodewijk XIV deed in Frankrijk, nam de hoogste machthebber van Beieren systematisch een beschermende houding aan, voor de bijzondere talenten. Hij zorgde ervoor, dat aan Cuvilliés wiskunde werd onderwezen, evenals vestingbouwkunde. Hij liet hem bovendien -in 1717- aanwerven als vaandeldrager in zijn regiment, in weerwil van diens kleine gestalte. Zodoende kon Cuvilliés beschikken over een inkomen en bleef hij in Maximiliaan-Emanuel's entourage, voor wie hij vermoedelijk bleef tekenen.
Vanaf 1720 tot 1724 zond de keurvorst hem naar Parijs, teneinde er de nieuwe architectuur, de moderne interieurversiering en de jongste artistieke strekking van die tijd te leren kennen. 
De "Régencestijl" (naam afgeleid van het regentschap van Philips van Orléans: regent gedurende de minderjarigheid van Lodewijk XV) bleef tot 1730 de trend bij uitstek. Deze vormde het uitgangspunt voor het architecturale en decoratieve werk van Cuvilliés.
In de loop van zijn vertoef in Parijs maakte deze laatste zich vertrouwd met de regels aangaande de verdeling der lokalen evenals de juiste verhoudingen in verband met de afmetingen en versieringen, uit het oogpunt van de maatschappelijke stand van de eigenaar.

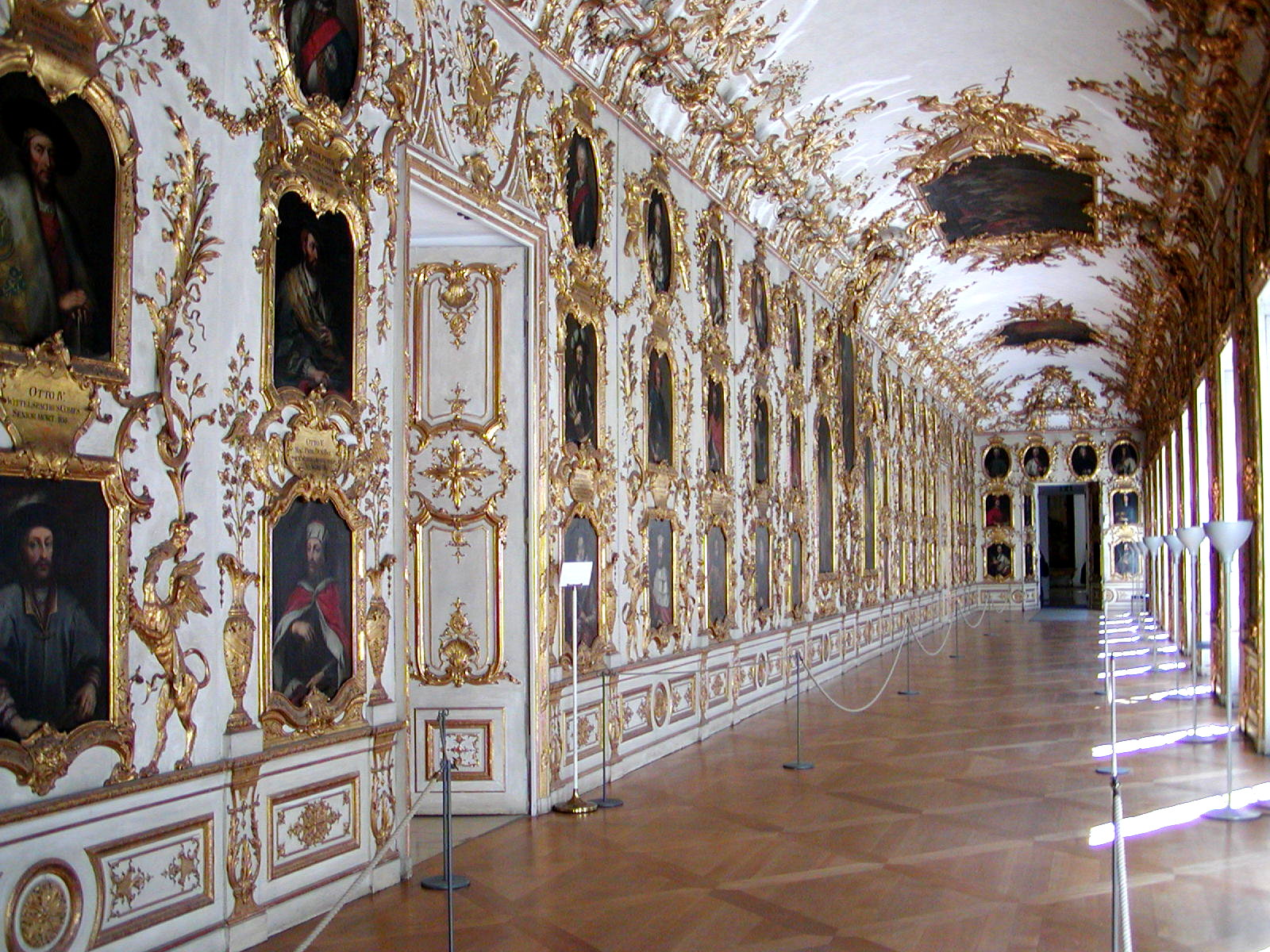
Galerij der Voorouders in de Residentie van München

Teruggekeerd in München, kon Cuvilliés -als verantwoordelijke der gebouwen- putten uit zijn Parijse ervaringen voor de decoratieve aankleding van het kasteel van Schleißheim. Hij was onder gezag van Joseph Effner (°1687, †1745) in die functie aangesteld sedert 1725.
Alhoewel Cuvilliés ondergeschikt was aan Effner, overtrof hij diens invloed. Omwille van zijn kwaliteiten als architect en decorateur, bepaalde hij vanaf 1730 tot 1740, tijdens de heerschappij van keurvorst Karel-Albert van Beieren, de hofstijl te München.
Cuvilliés werkte ook voor de broer van de Beierse keurvorst, met name voor keurvorst-aartsbisschop Clemens August I van Beieren. Hij leverde ontwerpen voor de bouw van slot Augustusburg en slot Falkenlust : het ene tijdens de periode van 1728 tot 1740 en het andere van 1729 tot 1734.

In de "Residentie van München" ontwierp hij samen met Effner rijen aaneensluitende plaatsen die -in weerwil van de vernielingen tijdens de Tweede Wereldoorlog en de daarop volgende restauraties- thans behoren tot de grootste waarden die men aan het publiek kan tonen, te weten: de "Galerij der Voorouders" (1726-1730), met het voormalige "Schattencabinet" (thans het "Porcelijnencabinet") (1730-1733), alsmede het "Appartement" met de « Rijke plaatsen » (1729-1733) en de "Groene Galerij" (1731-1734). 
Bij middel van een wedstrijd voor kunstenaars kon Cuvilliés vaklui aantrekken ten behoeve van zijn decoratieprojecten voor interieurs. Met de "Régencestijl" als basis, ontwikkelde hij een zeer specifieke stijl: de Duitse «rococo van het zuiden» was geboren.

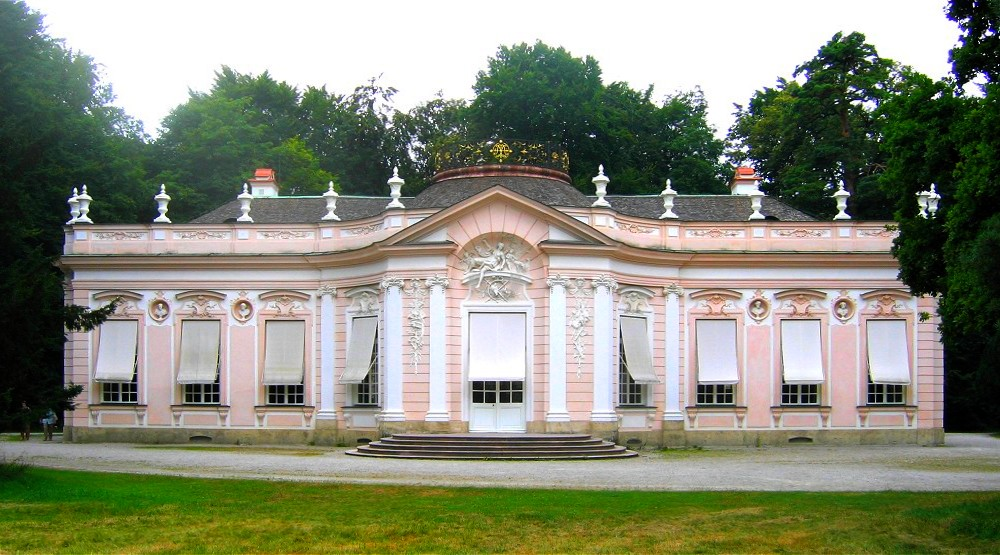
Paviljoen van Amalienburg
(Slot Nymphenburg) (München).

Het "paviljoen van Amalienburg" (zo genoemd naar de echtgenote van keurvorst Karel-Albert van Beieren) werd door Cuvilliés gebouwd tussen 1734 en 1739. Dit paviljoen (in het park van Slot Nymphenburg) vormde -in de beginperiode van de rococo-  het summum van deze hofstijl. 
De particuliere woningen die Cuvilliés in diezelfde episode voor de welgestelde klasse bouwde, weerspiegelt deze elegante rococo. In tegenstelling tot de Fransen, liet Cuvilliés zich echter gewillig inspireren door de plaatselijke artiesten en ontwikkelde hij een kunstige interieurversiering met een overvloed aan figuren en met een onuitputtelijke vormrijkdom.

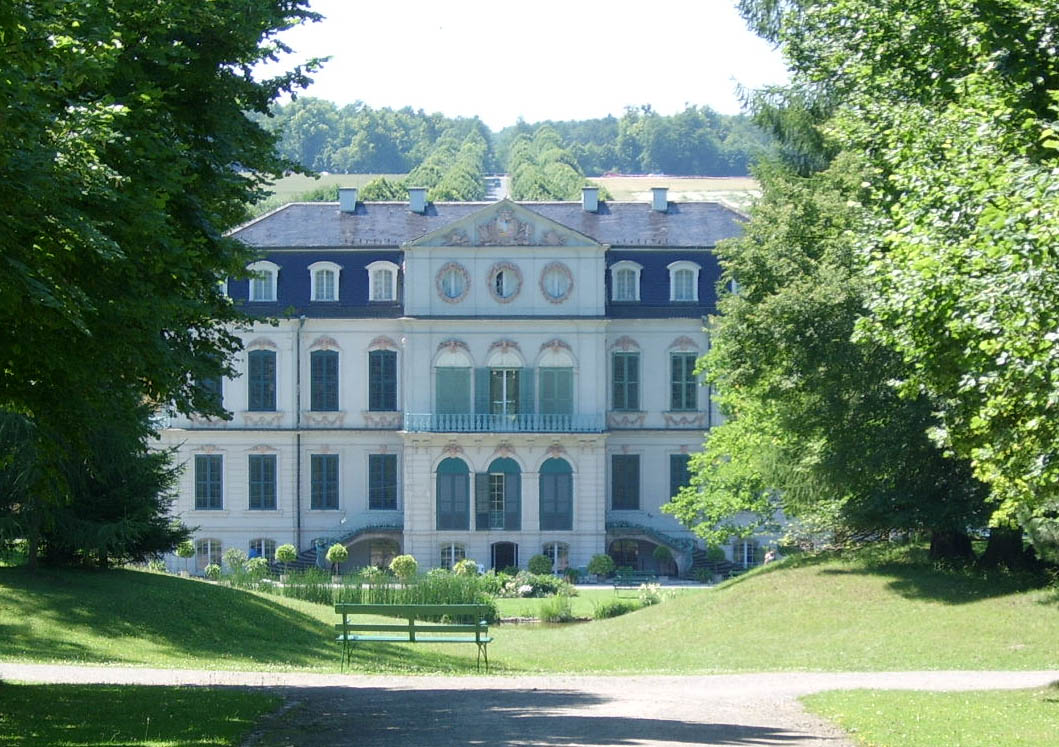
Kasteel Wilhelmsthal bij Kassel.

De bouwperiode aan het Beierse hof eindigde voorlopig in 1742 toen Karel-Albert de Rooms-Duitse keizer werd. Enkele dagen na zijn wijding werd Beieren door de Oostenrijkse toepen bezet.

In 1745, bij de dood van Karel-Albert, leek de economische, militaire en financiële situatie van het hof hopeloos. Opvolger Maximiliaan III Jozef slaagde erin om de Vrede van Füssen te bewerkstelligen, ofschoon slechts de Vrede van Aken (1748) het einde betekende van de Oostenrijkse Successieoorlog.
Tijdens deze periode van besparingen was er zeer weinig activiteit voor de aan het hof verbonden kunstenaars.
Cuvilliés bleef tot 1750 verstoken van opdrachten. Daarenboven volgde niet Cuvilliés maar wel Johann Baptist Gunetzrhainer (° München 3 of 4 mei 1692 , † München 23 november 1763) Effner in 1745 op, in de functie van hofbouwmeester.
Bijgevolg besteedde Cuvilliés gedurende deze jaren zijn aandacht opnieuw en vol overgave aan het tekenen. Tussen 1738 en 1754 publiceerde hij (aanvankelijk als auteur-uitgever) twee reeksen gravures in groot formaat, die samen 50 volumes omvatten, elk met zes bladen.
Voor het graveerwerk uitgevoerd naar het voorbeeld van zijn tekeningen, gaf Cuvilliés de voorkeur aan zijn leerling Karl Albert von Lespilliez (1723-1796).

Na 1756 werd een derde reeks uitgegeven die afgewerkt werd door de zoon: François de Cuvilliés de Jongere (° München, 24 oktober 1731, † 10 januari 1777). Deze vervolledigde de uitgave met een voorstelling van de door zijn vader verwezenlijkte gebouwen.
Met de eerste volumes streefde Cuvilliés een tweeledig doel na:
- ten eerste, een financieel succes als uitgever, dat helaas niet werd waargemaakt;
- ten tweede, een vrij expressiemiddel dat hem moest toelaten te evolueren met de Parijse kunstenaars, zoals onder meer Juste-Aurèle Meissonnier (1695-1750), Jacques de Lajoüe (1687-1761), Jean Mondon de Jonge († 1749) en nog vele anderen. Deze artiesten publiceerden immers gelijkaardige reeksen gravures.
In hun boeken ziet men in de jaren 1730 van de 18-de eeuw, de ontwikkeling van een nieuwe stijl gebaseerd op een schelpmotief: de «Rocaille».

Dankzij de verspreiding van de stijl "Rocaille" (1730-1745) bij middel van gravures die te Augsburg gepubliceerd werden, en gans in het bijzonder ingevolge het initiatief van Cuvilliés die een der pioniers was in het gebruik van schelpmotieven, sloegen de Zuid-Duitse kunstenaars een nieuwe weg in met de ontwikkeling van een populaire gekleurde rococo.
Halverwege de 18-de eeuw werd de "rocaille"-stijl de versiering bij uitstek. Zowel beïnvloed door de Franse voorbeelden als door de Beierse kunstenaars uit zijn omgeving, creëerde Cuvilliés een eigen variant van de rocaille-stijl: een zeer uitgesproken hof-rococo, die hij voor het eerst kon realiseren bij de bouw van de nieuwe opera in opdracht van Maximiliaan III Jozef.
Kort voordien, in 1749, had Cuvilliés op verzoek van landgraaf Willem VIII van Hessen-Kassel ontwerpen gemaakt voor een nieuw theater. Daarvan zijn twee plans en drie aquarellen bewaard gebleven in de nationale archieven van Hessen (Marburg).
Deze opera (op schaal ongeveer de helft ten opzichte van die in München) zou uitgerust worden met theaterbalcons en een prinselijke loge. Op de plans kwamen ook opmerkelijke verfraaiingen voor,  zoals versiering bij middel van bloemenkransen op een wit- en goudkleurige achtergrond, palmbomen langsheen de loges, enzovoort... Dit denkbeeldig theater van Cuvilliés werd echter nooit verwezenlijkt : zijn rococo leek een verwerpelijke luxe in de ogen van de plaatselijke calvinistische bevolking.
Het "Theater Cuvilliés" van de Residentie van München, voltooid in juli 1755, is Cuvilliés' meesterwerk.

## Œuvre

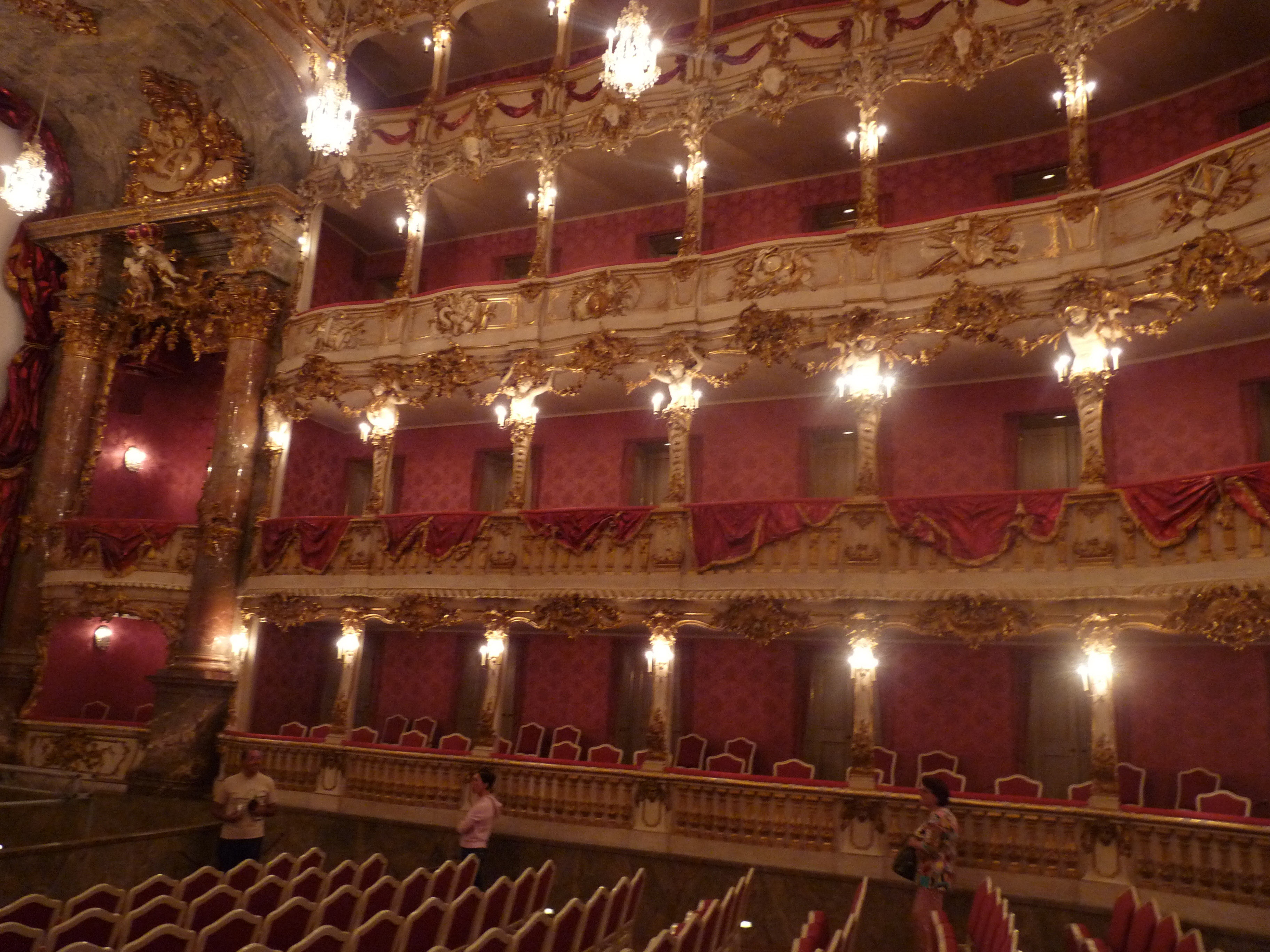
Theater in de Münchner Residenz.

- Belendende gebouwen aan de Abdij van Schäftlarn
- 1726: Slot Augustusburg, Brühl
- 1729: Slot Falkenlust, Brühl
- 1730-1737: Versiering van de Residentie van München
- 1734: Paviljoen van Amalienburg (slot Nymphenburg) (München)
- 1751-1755: "Theater Cuvilliés" van de Residentie van München
- 1765-1768: Voorgevel van de Theatinerkirche, München

- Bibliothèque nationale de France: cb14957414s (data)
- Catàleg d'autoritats de noms i títols de Catalunya: 981058614929706706
- Gemeinsame Normdatei: 118523104
- International Standard Name Identifier: 0000 0000 8089 5684
- Library of Congress Control Number: n86853808
- Nationale Bibliotheek van Tsjechië: xx0198591
- Nationale bibliotheek van Australië: 61539431
- Nationale Bibliotheek van Israël: 987007447518905171
- Nationale Bibliotheek van Polen: a0000002176389
- Nederlandse Thesaurus van Auteursnamen: 070418667
- Réseau des bibliothèques de Suisse occidentale: 02-A023662965
- RKD-Nederlands Instituut voor Kunstgeschiedenis: 19486
- SNAC: w6jx039c
- Système universitaire de documentation: 073489514
- Trove: 1710869
- Union List of Artist Names: 500007421
- Virtual International Authority File: 10118068
- WorldCat: E39PBJrRkm3B4TPMTPWyqrv8md